# Primera B Nacional 2025
La Primera B Nacional 2025 (nota anche come Primera Nacional Sur Finanzas 2025 per motivi di sponsorizzazione) è la 41ª edizione del campionato argentino di calcio di seconda divisione. Il torneo, che ha preso avvio il 7 febbraio 2025 e si concluderà nel dicembre 2025, vede la partecipazione di 36 squadre (due in meno rispetto alla stagione precedente).

## Stagione

### Novità

#### Neopromosse
Sono 3 le nuove squadre partecipanti al campionato di Primera B Nacional:
- Colegiales (vincitore del campionato di Primera B 2024 - prima partecipazione nella categoria)
- Central Norte (S) (vincitore del Torneo Federal A 2024 - ultima partecipazione nell'edizione 1986-1987)
- Los Andes (vincitore dello spareggio promozione - ultima partecipazione nell'edizione 2018-2019)

### Formato
Le 36 squadre partecipanti sono state divise in due gruppi (zonas) di 18 squadre ciascuno. Ogni squadra disputa un girone di andata e ritorno affrontando ogni squadra del proprio gruppo di appartenenza, per un totale di 34 partite. Le due squadre prime classificate di ogni zona disputano una finale in gara unica e in campo neutro, con il palio il titolo di campione della Primera B Nacional e la promozione in Primera División.
Per determinare la seconda squadra promossa in Primera División si disputa un torneo reducido ad eliminazione diretta a cui accedono le squadre classificate tra la seconda e l'ottava posizione di ogni zona. Soltanto la Primera fase sarà disputata in gara unica, la Segunda fase le semifinali e la finale del Torneo reducido si svolgono con gare di andata e ritorno.
A retrocedere saranno 4 squadre, ovvero le due squadre peggio classificate di ogni zona.

### Qualifica allaCopa Argentina2026
Sono ancora da stabilire i criteri di qualificazione per la Copa Argentina 2026.

## Squadre partecipanti
| Squadra            | Città                 | Stadio                                                    |
| ------------------ | --------------------- | --------------------------------------------------------- |
| Agropecuario       | Carlos Casares        | Stadio Ofelia Rosenzuaig                                  |
| All Boys           | Buenos Aires          | Stadio Islas Malvinas                                     |
| Almagro            | José Ingenieros       | Stadio Tres de Febrero                                    |
| Almirante Brown    | San Justo             | Stadio Fragata Presidente Sarmiento                       |
| Alvarado           | Mar del Plata         | Stadio José María Minella                                 |
| Arsenal Sarandí    | Sarandí               | Stadio Julio Humberto Grondona                            |
| Atlanta            | Buenos Aires          | Estadio Don León Kolbovsky                                |
| Central Norte (S)  | Salta                 | Stadio Doctor Luis Güemes/Stadio Padre Ernesto Martearena |
| Chacarita Juniors  | Buenos Aires          | Stadio Chacarita Juniors                                  |
| Chaco For Ever     | Resistencia           | Stadio Juan Alberto García                                |
| Colegiales         | Munro                 | Stadio Libertarios Unidos                                 |
| Colón (SF)         | Santa Fe              | Stadio Brigadier General Estanislao López                 |
| Def. de Belgrano   | Buenos Aires          | Stadio Juan Pasquale                                      |
| Def. Unidos        | Zárate                | Stadio Mario Losinno                                      |
| Dep. Madryn        | Puerto Madryn         | Stadio Abel Sastre                                        |
| Dep. Maipú         | Maipú                 | Stadio Omar Higinio Sperdutti                             |
| Deportivo Morón    | Morón                 | Stadio Nuevo Francisco Urbano                             |
| Estudiantes (BA)   | Caseros               | Stadio Ciudad de Caseros                                  |
| Estudiantes (RC)   | Río Cuarto            | Stadio Ciudad de Río Cuarto Antonio Candini               |
| Ferro Carril Oeste | Buenos Aires          | Stadio Arquitecto Ricardo Etcheverri                      |
| Gimnasia (J)       | San Salvador de Jujuy | Stadio 23 agosto                                          |
| Gimnasia (M)       | Mendoza               | Stadio Víctor Antonio Legrotaglie                         |
| Gimnasia (S)       | Salta                 | Stadio El Gigante del Norte                               |
| Güemes (SdE)       | Santiago del Estero   | Stadio Arturo Miranda                                     |
| Los Andes          | Lomas de Zamora       | Stadio Eduardo Gallardón                                  |
| Mitre (SdE)        | Santiago del Estero   | Stadio Doctores José y Antonio Castiglione                |
| Nueva Chicago      | Buenos Aires          | Stadio Nueva Chicago                                      |
| Patronato          | Paraná                | Stadio Presbítero Bartolomé Grella                        |
| Quilmes            | Quilmes               | Stadio Centenario Ciudad de Quilmes                       |
| Racing (C)         | Córdoba               | Stadio Miguel Sancho                                      |
| San Martín (T)     | San Miguel de Tucumán | Stadio La Ciudadela                                       |
| San Miguel         | Los Polvorines        | Stadio Malvinas Argentinas                                |
| San Telmo          | Buenos Aires          | Stadio Dr. Osvaldo Baletto                                |
| Talleres (RdE)     | Remedios de Escalada  | Stadio Pablo Comelli                                      |
| Temperley          | Temperley             | Stadio Alfredo Beranger                                   |
| Tristán Suárez     | Tristán Suárez        | Stadio 20 de Octubre                                      |

## Allenatori e primatisti
In corsivo gli allenatori con incarico ad interim.
| Squadra            | Allenatore                                                        | Calciatore più presente (tra parentesi il numero delle presenze) | Capocannoniere (tra parentesi il numero di gol segnati) |
| ------------------ | ----------------------------------------------------------------- | ---------------------------------------------------------------- | ------------------------------------------------------- |
| Agropecuario       | Adrián Adrover (1-...)                                            |                                                                  |                                                         |
| All Boys           | Mariano Campodónico (1-...)                                       |                                                                  |                                                         |
| Almagro            | Lucas Sparapani (1-10) Jorge Cordon (11-...)                      |                                                                  |                                                         |
| Almirante Brown    | Fabián Nardozza (1-7) Guillermo Szeszurak (8-...)                 |                                                                  |                                                         |
| Alvarado           | Alexis Matteo (1-5) Pablo Quatrocchi (6-...)                      |                                                                  |                                                         |
| Arsenal Sarandí    | Martín Rolón (1-6) Gabriel Viscovich (7-10) Darío Franco (11-...) |                                                                  |                                                         |
| Atlanta            | Luis García (1-...)                                               |                                                                  |                                                         |
| Central Norte (S)  | Víctor Riggio (1-...)                                             |                                                                  |                                                         |
| Chacarita Juniors  | Juan Manuel Azconzábal (1-...)                                    |                                                                  |                                                         |
| Chaco For Ever     | Ricardo Pancaldo (1-...)                                          |                                                                  |                                                         |
| Colegiales         | Leonardo Fernández (1-...)                                        |                                                                  |                                                         |
| Colón (SF)         | Ariel Pereyra (1-11) Andrés Yllana (12-...)                       |                                                                  |                                                         |
| Def. de Belgrano   | Carlos Mayor (1-...)                                              |                                                                  |                                                         |
| Def. Unidos        | Darío Gigante (1-7) Felipe De la Riva (8-...)                     |                                                                  |                                                         |
| Dep. Madryn        | Leandro Gracián (1-...)                                           |                                                                  |                                                         |
| Dep. Maipú         | Juan Manuel Sara (1-...)                                          |                                                                  |                                                         |
| Deportivo Morón    | Walter Otta (1-...)                                               |                                                                  |                                                         |
| Estudiantes (BA)   | Andrés Montenegro (1-...)                                         |                                                                  |                                                         |
| Estudiantes (RC)   | Iván Delfino (1-...)                                              |                                                                  |                                                         |
| Ferro Carril Oeste | Alfredo Grelak (1-...)                                            |                                                                  |                                                         |
| Gimnasia (J)       | Matías Módolo (1-...)                                             |                                                                  |                                                         |
| Gimnasia (M)       | Ezequiel Medrán (1-...)                                           |                                                                  |                                                         |
| Gimnasia (S)       | Fernando Quiroz (1-...)                                           |                                                                  |                                                         |
| Güemes (SdE)       | Marcelo Vázquez (1-10) Pablo Martel (11-...)                      |                                                                  |                                                         |
| Los Andes          | Leonardo Lemos (1-...)                                            |                                                                  |                                                         |
| Mitre (SdE)        | Mario Sciacqua (1-...)                                            |                                                                  |                                                         |
| Nueva Chicago      | Rodrigo Braña (1-3) Walter Perazzo (4-...)                        |                                                                  |                                                         |
| Patronato          | Gabriel Gómez (1-...)                                             |                                                                  |                                                         |
| Quilmes            | Sergio Rondina (1-...)                                            |                                                                  |                                                         |
| Racing (C)         | Diego Cochas (1-10) Héctor Arzubialde (11-...)                    |                                                                  |                                                         |
| San Martín (T)     | Ariel Martos (1-...)                                              |                                                                  |                                                         |
| San Miguel         | Sebastián Battaglia (1-11) Gustavo Coleoni (12-...)               |                                                                  |                                                         |
| San Telmo          | César Monasterio (1-...)                                          |                                                                  |                                                         |
| Talleres (RdE)     | Cristian Tula (1-6) Martín Rolón (7-...)                          |                                                                  |                                                         |
| Temperley          | Aníbal Biggeri (1-7) Rubén Forestello (8-...)                     |                                                                  |                                                         |
| Tristán Suárez     | José María Martínez (1-...)                                       |                                                                  |                                                         |

## Fase a gironi

### ClassificaZona A
Dati aggiornati al 19 agosto 2025. Alvarado, Deportivo Maipú, Quilmes e San Martín (T) con 1 partita in meno.
| Pos | Squadra            | Pt | G  | V  | N  | P  | GF | GS | DR  |
| --- | ------------------ | -- | -- | -- | -- | -- | -- | -- | --- |
| 1.  | Dep. Madryn        | 47 | 27 | 12 | 11 | 4  | 38 | 24 | 14  |
| 2.  | Atlanta            | 44 | 27 | 11 | 11 | 5  | 25 | 18 | 7   |
| 3.  | San Miguel         | 43 | 27 | 11 | 10 | 6  | 28 | 22 | 6   |
| 4.  | Patronato          | 41 | 27 | 11 | 8  | 8  | 29 | 24 | 5   |
| 5.  | Gimnasia (S)       | 40 | 27 | 10 | 10 | 7  | 23 | 15 | 8   |
| 6.  | Tristán Suárez     | 40 | 27 | 9  | 13 | 5  | 24 | 19 | 5   |
| 7.  | San Martín (T)     | 40 | 26 | 10 | 10 | 6  | 23 | 19 | 4   |
| 8.  | Dep. Maipú         | 36 | 26 | 9  | 9  | 8  | 24 | 23 | 1   |
| 9.  | Los Andes          | 35 | 27 | 9  | 8  | 10 | 26 | 24 | 2   |
| 10. | All Boys           | 33 | 27 | 7  | 12 | 8  | 22 | 22 | 0   |
| 11. | Racing (C)         | 33 | 27 | 8  | 9  | 10 | 31 | 35 | −4  |
| 12. | Colegiales         | 33 | 27 | 9  | 6  | 12 | 17 | 22 | −5  |
| 13. | Almagro            | 31 | 27 | 7  | 10 | 10 | 20 | 24 | −4  |
| 14. | Quilmes            | 30 | 26 | 7  | 9  | 10 | 25 | 27 | −2  |
| 15. | Ferro Carril Oeste | 30 | 27 | 7  | 9  | 11 | 16 | 27 | −11 |
| 16. | Güemes (SdE)       | 27 | 27 | 4  | 15 | 8  | 23 | 29 | −6  |
| 17. | Alvarado           | 26 | 26 | 5  | 11 | 10 | 17 | 24 | −7  |
| 18. | Arsenal Sarandí    | 24 | 27 | 5  | 9  | 13 | 26 | 39 | −13 |

Legenda
      Squadra qualificata alla finale e alla Copa Argentina 2026.
      Squadre qualificate alla prima fase del Torneo reducido e alla Copa Argentina 2026.
      Squadra qualificata alla prima fase del Torneo reducido e (eventualmente) alla Copa Argentina 2026.
      Squadre retrocesse.
Note
Fonte: AFA
3 punti per la vittoria, 1 punto per il pareggio. A parità di punti valgono i seguenti criteri:
1a) Spareggio (solo per determinare la vincente del campionato o la squadra retrocessa);
1b) differenza reti;
2) gol fatti;
3) punti negli scontri diretti;
4) differenza reti negli scontri diretti;
5) gol fatti negli scontri diretti.

### ClassificaZona B
Dati aggiornati al 19 agosto 2025. Deportivo Morón e Gimnasia de Mendoza con 1 partita in meno.
| Pos | Squadra           | Pt | G  | V  | N  | P  | GF | GS | DR  |
| --- | ----------------- | -- | -- | -- | -- | -- | -- | -- | --- |
| 1.  | Gimnasia (M)      | 52 | 26 | 14 | 10 | 2  | 29 | 12 | 17  |
| 2.  | Gimnasia (J)      | 50 | 27 | 13 | 11 | 3  | 31 | 13 | 18  |
| 3.  | Chacarita Juniors | 45 | 27 | 12 | 9  | 6  | 32 | 20 | 12  |
| 4.  | Estudiantes (RC)  | 44 | 27 | 11 | 11 | 5  | 27 | 17 | 10  |
| 5.  | Temperley         | 44 | 27 | 11 | 11 | 5  | 23 | 17 | 6   |
| 6.  | Deportivo Morón   | 43 | 26 | 11 | 10 | 5  | 28 | 16 | 12  |
| 7.  | Chaco For Ever    | 43 | 27 | 13 | 4  | 10 | 28 | 23 | 5   |
| 8.  | Estudiantes (BA)  | 42 | 27 | 12 | 6  | 9  | 28 | 19 | 9   |
| 9.  | Agropecuario      | 38 | 27 | 10 | 8  | 9  | 31 | 31 | 0   |
| 10. | San Telmo         | 35 | 27 | 8  | 11 | 8  | 25 | 29 | −4  |
| 11. | Def. de Belgrano  | 34 | 27 | 8  | 10 | 9  | 22 | 22 | 0   |
| 12. | Nueva Chicago     | 33 | 27 | 8  | 9  | 10 | 24 | 26 | −2  |
| 13. | Mitre (SdE)       | 32 | 27 | 8  | 8  | 11 | 19 | 22 | −3  |
| 14. | Central Norte (S) | 30 | 27 | 8  | 6  | 13 | 22 | 30 | −8  |
| 15. | Colón (SF)        | 27 | 27 | 8  | 3  | 16 | 20 | 33 | −13 |
| 16. | Almirante Brown   | 25 | 27 | 5  | 10 | 12 | 21 | 31 | −10 |
| 17. | Talleres (RdE)    | 17 | 27 | 4  | 5  | 18 | 13 | 32 | −19 |
| 18. | Def. Unidos       | 16 | 27 | 2  | 10 | 15 | 15 | 45 | −30 |

Legenda
      Squadra qualificata alla finale e alla Copa Argentina 2026.
      Squadre qualificate alla prima fase del Torneo reducido e alla Copa Argentina 2026.
      Squadra qualificata alla prima fase del Torneo reducido e (eventualmente) alla Copa Argentina 2026.
      Squadre retrocesse.
Note
Fonte: AFA
3 punti per la vittoria, 1 punto per il pareggio. A parità di punti valgono i seguenti criteri:
1a) Spareggio (solo per determinare la vincente del campionato o la squadra retrocessa);
1b) differenza reti;
2) gol fatti;
3) punti negli scontri diretti;
4) differenza reti negli scontri diretti;
5) gol fatti negli scontri diretti.

### Risultati
Dati aggiornati al 19 agosto 2025. Alvarado, Deportivo Maipú, Deportivo Morón, Gimnasia de Mendoza, Quilmes e San Martín (T) con 1 partita in meno.

#### Girone di andata
| Arsenal                | 0 - 0  | All Boys               | 7.2.2025  | Güemes (SdE)           | 1 - 1  | Patronato              | 14.2.2025 | Atlanta                | 0 - 0  | All Boys               | 22.2.2025 |
| Los Andes              | 1 - 3  | Patronato              | 8.2.2025  | Tristán Suárez         | 2 - 1  | Almagro                | 14.2.2025 | Colegiales             | 1 - 1  | Arsenal                | 22.2.2025 |
| Almagro                | 0 - 0  | San Martín (T)         | 8.2.2025  | Deportivo Madryn       | 1 - 2  | Racing (C)             | 15.2.2025 | Los Andes              | 2 - 0  | Güemes (SdE)           | 22.2.2025 |
| San Miguel             | 2 - 1  | Tristán Suárez         | 8.2.2025  | All Boys               | 0 - 0  | Colegiales             | 15.2.2025 | Almagro                | 0 - 1  | Gimnasia y Tiro (S)    | 22.2.2025 |
| Quilmes                | 1 - 1  | Gimnasia y Tiro (S)    | 8.2.2025  | Arsenal                | 1 - 1  | Los Andes              | 16.2.2025 | San Miguel             | 2 - 0  | Deportivo Maipú        | 22.2.2025 |
| Colegiales             | 0 - 0  | Alvarado               | 8.2.2025  | Gimnasia y Tiro (S)    | 1 - 0  | San Miguel             | 16.2.2025 | Patronato              | 0 - 1  | San Martín (T)         | 23.2.2025 |
| Racing (C)             | 0 - 1  | Deportivo Maipú        | 9.2.2025  | Alvarado               | 0 - 0  | Atlanta                | 16.2.2025 | Ferro Carril Oeste     | 0 - 0  | Tristán Suárez         | 23.2.2025 |
| Ferro Carril Oeste     | 0 - 0  | Güemes (SdE)           | 9.2.2025  | Deportivo Maipú        | 2 - 0  | Quilmes                | 16.2.2025 | Quilmes                | 1 - 1  | Deportivo Madryn       | 23.2.2025 |
| Atlanta                | 1 - 0  | Deportivo Madryn       | 10.2.2025 | San Martín (T)         | 1 - 0  | Ferro Carril Oeste     | 17.2.2025 | Racing (C)             | 2 - 1  | Alvarado               | 24.2.2025 |
| Zona B                 | Zona B | Zona B                 | Zona B    | Zona B                 | Zona B | Zona B                 | Zona B    | Zona B                 | Zona B | Zona B                 | Zona B    |
| Locali                 | R      | Ospiti                 | Giorno    | Locali                 | R      | Ospiti                 | Giorno    | Locali                 | R      | Ospiti                 | Giorno    |
| Colón                  | 0 - 0  | Temperley              | 6.2.2025  | Defensores Unidos      | 0 - 2  | Chaco For Ever         | 15.2.2025 | Almirante Brown        | 1 - 1  | Defensores Unidos      | 22.2.2025 |
| Nueva Chicago          | 0 - 2  | San Telmo              | 7.2.2025  | Talleres (RdE)         | 0 - 1  | Gimnasia y Esgrima (M) | 15.2.2025 | Chaco For Ever         | 2 - 0  | Temperley              | 22.2.2025 |
| Chaco For Ever         | 0 - 1  | Estudiantes (BA)       | 7.2.2025  | Estudiantes (BA)       | 5 - 2  | Almirante Brown        | 15.2.2025 | Mitre (SdE)            | 0 - 1  | Colón                  | 23.2.2025 |
| Gimnasia y Esgrima (M) | 1 - 1  | Estudiantes (RC)       | 8.2.2025  | Temperley              | 2 - 0  | Mitre (SdE)            | 16.2.2025 | San Telmo              | 0 - 3  | Defensores de Belgrano | 23.2.2025 |
| Gimnasia y Esgrima (J) | 0 - 0  | Defensores de Belgrano | 9.2.2025  | Deportivo Morón        | 2 - 0  | Central Norte (S)      | 16.2.2025 | Central Norte (S)      | 1 - 1  | Estudiantes (BA)       | 23.2.2025 |
| Central Norte (S)      | 1 - 0  | Talleres (RdE)         | 9.2.2025  | Chacarita Juniors      | 1 - 1  | San Telmo              | 16.2.2025 | Gimnasia y Esgrima (J) | 1 - 0  | Talleres (RdE)         | 23.2.2025 |
| Mitre (SdE)            | 0 - 1  | Defensores Unidos      | 9.2.2025  | Estudiantes (RC)       | 1 - 0  | Gimnasia y Esgrima (J) | 16.2.2025 | Gimnasia y Esgrima (M) | 1 - 0  | Deportivo Morón        | 23.2.2025 |
| Almirante Brown        | 1 - 1  | Deportivo Morón        | 9.2.2025  | Defensores de Belgrano | 1 - 1  | Agropecuario           | 17.2.2025 | Agropecuario           | 2 - 1  | Estudiantes (RC)       | 23.2.2025 |
| Agropecuario           | 0 - 1  | Chacarita Juniors      | 10.2.2025 | Colón                  | 2 - 1  | Nueva Chicago          | 17.2.2025 | Nueva Chicago          | 1 - 1  | Chacarita Juniors      | 24.2.2025 |

| Arsenal                | 1 - 1  | Atlanta                | 28.2.2025 | Los Andes              | 1 - 1  | San Martín (T)         | 8.3.2025  | All Boys            | 2 - 1  | San Miguel             | 14.3.2025 |
| Colegiales             | 0 - 1  | Los Andes              | 28.2.2025 | Güemes (SdE)           | 0 - 1  | Tristán Suárez         | 8.3.2025  | Tristán Suárez      | 0 - 0  | San Martín (T)         | 15.3.2025 |
| Tristán Suárez         | 2 - 0  | Patronato              | 1.3.2025  | Almagro                | 1 - 0  | Deportivo Madryn       | 8.3.2025  | Arsenal             | 0 - 1  | Quilmes                | 15.3.2025 |
| Gimnasia y Tiro (S)    | 1 - 2  | Ferro Carril Oeste     | 2.3.2025  | Ferro Carril Oeste     | 2 - 0  | Deportivo Maipú        | 8.3.2025  | Deportivo Madryn    | 1 - 0  | Ferro Carril Oeste     | 16.3.2025 |
| Alvarado               | 0 - 0  | Quilmes                | 2.3.2025  | Quilmes                | 3 - 1  | All Boys               | 8.3.2025  | Colegiales          | 0 - 1  | Racing (C)             | 16.3.2025 |
| Deportivo Madryn       | 2 - 1  | San Miguel             | 2.3.2025  | San Miguel             | 2 - 0  | Alvarado               | 9.3.2025  | Alvarado            | 1 - 1  | Almagro                | 16.3.2025 |
| Deportivo Maipú        | 3 - 1  | Almagro                | 2.3.2025  | Racing (C)             | 3 - 0  | Arsenal                | 9.3.2025  | Gimnasia y Tiro (S) | 1 - 0  | Güemes (SdE)           | 16.3.2025 |
| San Martín (T)         | 1 - 1  | Güemes (SdE)           | 2.3.2025  | Patronato              | 0 - 0  | Gimnasia y Tiro (S)    | 9.3.2025  | Deportivo Maipú     | 1 - 1  | Patronato              | 16.3.2025 |
| All Boys               | 4 - 0  | Racing (C)             | 3.3.2025  | Atlanta                | 1 - 0  | Colegiales             | 11.3.2025 | Atlanta             | 2 - 1  | Los Andes              | 17.3.2025 |
| Zona B                 | Zona B | Zona B                 | Zona B    | Zona B                 | Zona B | Zona B                 | Zona B    | Zona B              | Zona B | Zona B                 | Zona B    |
| Locali                 | R      | Ospiti                 | Giorno    | Locali                 | R      | Ospiti                 | Giorno    | Locali              | R      | Ospiti                 | Giorno    |
| Estudiantes (RC)       | 1 - 0  | San Telmo              | 28.2.2025 | Chaco For Ever         | 0 - 1  | Mitre (SdE)            | 8.3.2025  | Estudiantes (BA)    | 2 - 1  | Agropecuario           | 15.3.2025 |
| Talleres (RdE)         | 2 - 0  | Agropecuario           | 1.3.2025  | Chacarita Juniors      | 0 - 2  | Estudiantes (RC)       | 9.3.2025  | Chaco For Ever      | 2 - 1  | Nueva Chicago          | 15.3.2025 |
| Defensores Unidos      | 1 - 1  | Central Norte (S)      | 1.3.2025  | Agropecuario           | 1 - 0  | Deportivo Morón        | 9.3.2025  | Deportivo Morón     | 1 - 1  | San Telmo              | 15.3.2025 |
| Temperley              | 2 - 0  | Almirante Brown        | 1.3.2025  | Gimnasia y Esgrima (J) | 0 - 1  | Estudiantes (BA)       | 9.3.2025  | Talleres (RdE)      | 0 - 2  | Chacarita Juniors      | 15.3.2025 |
| Estudiantes (BA)       | 0 - 0  | Gimnasia y Esgrima (M) | 2.3.2025  | Central Norte (S)      | 2 - 0  | Temperley              | 9.3.2025  | Colón               | 2 - 0  | Central Norte (S)      | 15.3.2025 |
| Mitre (SdE)            | 0 - 1  | Nueva Chicago          | 2.3.2025  | Almirante Brown        | 2 - 0  | Colón                  | 9.3.2025  | Defensores Unidos   | 0 - 3  | Gimnasia y Esgrima (J) | 16.3.2025 |
| Defensores de Belgrano | 1 - 0  | Chacarita Juniors      | 2.3.2025  | San Telmo              | 1 - 0  | Talleres (RdE)         | 10.3.2025 | Estudiantes (RC)    | 1 - 1  | Defensores de Belgrano | 16.3.2025 |
| Deportivo Morón        | 0 - 0  | Gimnasia y Esgrima (J) | 2.3.2025  | Nueva Chicago          | 0 - 0  | Defensores de Belgrano | 10.3.2025 | Mitre (SdE)         | 1 - 0  | Almirante Brown        | 16.3.2025 |
| Colón                  | 2 - 1  | Chaco For Ever         | 2.3.2025  | Gimnasia y Esgrima (M) | 2 - 0  | Defensores Unidos      | 11.3.2025 | Temperley           | 0 - 2  | Gimnasia y Esgrima (M) | 17.3.2025 |

| San Miguel             | 1 - 1  | Arsenal             | 22.3.2025 | Racing (C)          | 1 - 1  | Los Andes              | 28.3.2025 | Güemes (SdE)           | 1 - 1  | Alvarado            | 5.4.2025 |
| Almagro                | 1 - 0  | All Boys            | 22.3.2025 | All Boys            | 0 - 1  | Ferro Carril Oeste     | 30.3.2025 | Los Andes              | 0 - 0  | Gimnasia y Tiro (S) | 5.4.2025 |
| Ferro Carril Oeste     | 0 - 0  | Alvarado            | 23.3.2025 | Deportivo Madryn    | 1 - 0  | Güemes (SdE)           | 30.3.2025 | San Miguel             | 0 - 0  | Atlanta             | 5.4.2025 |
| Racing (C)             | 1 - 1  | Atlanta             | 23.3.2025 | Alvarado            | 3 - 1  | Patronato              | 30.3.2025 | Tristán Suárez         | 1 - 1  | Deportivo Maipú     | 5.4.2025 |
| Güemes (SdE)           | 1 - 1  | Deportivo Maipú     | 23.3.2025 | Arsenal             | 2 - 2  | Almagro                | 30.3.2025 | Almagro                | 0 - 0  | Colegiales          | 6.4.2025 |
| Patronato              | 0 - 0  | Deportivo Madryn    | 23.3.2025 | Colegiales          | 0 - 0  | San Miguel             | 30.3.2025 | San Martín (T)         | 0 - 0  | Deportivo Madryn    | 6.4.2025 |
| Los Andes              | 2 - 0  | Tristán Suárez      | 23.3.2025 | Deportivo Maipú     | 1 - 0  | San Martín (T)         | 30.3.2025 | Ferro Carril Oeste     | 2 - 0  | Arsenal             | 7.4.2025 |
| San Martín (T)         | 1 - 0  | Gimnasia y Tiro (S) | 23.3.2025 | Gimnasia y Tiro (S) | 1 - 1  | Tristán Suárez         | 30.3.2025 | Patronato              | 3 - 1  | All Boys            | 7.4.2025 |
| Quilmes                | 1 - 0  | Colegiales          | 26.3.2025 | Atlanta             | 2 - 0  | Quilmes                | 31.3.2025 | Quilmes                | 3 - 0  | Racing (C)          | 7.4.2025 |
| Zona B                 | Zona B | Zona B              | Zona B    | Zona B              | Zona B | Zona B                 | Zona B    | Zona B                 | Zona B | Zona B              | Zona B   |
| Locali                 | R      | Ospiti              | Giorno    | Locali              | R      | Ospiti                 | Giorno    | Locali                 | R      | Ospiti              | Giorno   |
| Nueva Chicago          | 1 - 2  | Estudiantes (RC)    | 22.3.2025 | Temperley           | 1 - 0  | Agropecuario           | 29.3.2025 | Chacarita Juniors      | 2 - 0  | Defensores Unidos   | 5.4.2025 |
| San Telmo              | 1 - 0  | Estudiantes (BA)    | 22.3.2025 | Estudiantes (BA)    | 0 - 2  | Chacarita Juniors      | 29.3.2025 | Defensores de Belgrano | 2 - 1  | Estudiantes (BA)    | 5.4.2025 |
| Agropecuario           | 3 - 0  | Defensores Unidos   | 22.3.2025 | Chaco For Ever      | 1 - 0  | Central Norte (S)      | 29.3.2025 | San Telmo              | 0 - 3  | Temperley           | 5.4.2025 |
| Gimnasia y Esgrima (J) | 2 - 0  | Temperley           | 22.3.2025 | Defensores Unidos   | 2 - 2  | San Telmo              | 30.3.2025 | Nueva Chicago          | 2 - 0  | Talleres (RdE)      | 5.4.2025 |
| Chacarita Juniors      | 1 - 1  | Deportivo Morón     | 23.3.2025 | Deportivo Morón     | 1 - 0  | Defensores de Belgrano | 30.3.2025 | Gimnasia y Esgrima (J) | 0 - 0  | Mitre (SdE)         | 6.4.2025 |
| Defensores de Belgrano | 0 - 0  | Talleres (RdE)      | 23.3.2025 | Talleres (RdE)      | 0 - 2  | Estudiantes (RC)       | 30.3.2025 | Gimnasia y Esgrima (M) | 2 - 0  | Chaco For Ever      | 6.4.2025 |
| Almirante Brown        | 0 - 0  | Chaco For Ever      | 23.3.2025 | Colón               | 0 - 1  | Gimnasia y Esgrima (J) | 30.3.2025 | Central Norte (S)      | 2 - 1  | Almirante Brown     | 6.4.2025 |
| Central Norte (S)      | 0 - 2  | Mitre (SdE)         | 23.3.2025 | Mitre (SdE)         | 1 - 1  | Gimnasia y Esgrima (M) | 30.3.2025 | Estudiantes (RC)       | 1 - 0  | Deportivo Morón     | 6.4.2025 |
| Gimnasia y Esgrima (M) | 1 - 1  | Colón               | 23.3.2025 | Almirante Brown     | 0 - 0  | Nueva Chicago          | 28.5.2025 | Agropecuario           | 2 - 1  | Colón               | 7.4.2025 |

| All Boys          | 3 - 1  | Güemes (SdE)           | 12.4.2025 | Güemes (SdE)           | 1 - 0  | Arsenal           | 19.4.2025 | Atlanta                | 1 - 1  | Patronato              | 26.4.2025 |
| Alvarado          | 0 - 2  | San Martín (T)         | 12.4.2025 | Tristán Suárez         | 2 - 1  | Alvarado          | 19.4.2025 | San Miguel             | 1 - 0  | Los Andes              | 26.4.2025 |
| Colegiales        | 1 - 0  | Ferro Carril Oeste     | 12.4.2025 | Almagro                | 1 - 1  | Racing (C)        | 19.4.2025 | Colegiales             | 1 - 0  | Güemes (SdE)           | 26.4.2025 |
| Quilmes           | 2 - 0  | Los Andes              | 13.4.2025 | San Miguel             | 2 - 2  | Quilmes           | 19.4.2025 | Deportivo Madryn       | 1 - 1  | Deportivo Maipú        | 26.4.2025 |
| Racing (C)        | 1 - 1  | San Miguel             | 13.4.2025 | San Martín (T)         | 1 - 1  | All Boys          | 19.4.2025 | Quilmes                | 0 - 1  | Almagro                | 26.4.2025 |
| Deportivo Maipú   | 1 - 0  | Gimnasia y Tiro (S)    | 13.4.2025 | Los Andes              | 3 - 0  | Deportivo Maipú   | 20.4.2025 | Arsenal                | 0 - 1  | San Martín (T)         | 26.4.2025 |
| Deportivo Madryn  | 0 - 0  | Tristán Suárez         | 13.4.2025 | Gimnasia y Tiro (S)    | 1 - 1  | Deportivo Madryn  | 20.4.2025 | Alvarado               | 2 - 1  | Gimnasia y Tiro (S)    | 27.4.2025 |
| Arsenal           | 0 - 1  | Patronato              | 14.4.2025 | Patronato              | 0 - 1  | Colegiales        | 20.4.2025 | Racing (C)             | 4 - 0  | Ferro Carril Oeste     | 27.4.2025 |
| Atlanta           | 1 - 0  | Almagro                | 14.4.2025 | Ferro Carril Oeste     | 0 - 1  | Atlanta           | 22.4.2025 | All Boys               | 0 - 2  | Tristán Suárez         | 28.4.2025 |
| Zona B            | Zona B | Zona B                 | Zona B    | Zona B                 | Zona B | Zona B            | Zona B    | Zona B                 | Zona B | Zona B                 | Zona B    |
| Locali            | R      | Ospiti                 | Giorno    | Locali                 | R      | Ospiti            | Giorno    | Locali                 | R      | Ospiti                 | Giorno    |
| Defensores Unidos | 1 - 2  | Defensores de Belgrano | 12.4.2025 | Gimnasia y Esgrima (M) | 1 - 0  | Central Norte (S) | 19.4.2025 | Defensores Unidos      | 0 - 0  | Talleres (RdE)         | 26.4.2025 |
| Estudiantes (BA)  | 1 - 0  | Estudiantes (RC)       | 12.4.2025 | Agropecuario           | 2 - 0  | Chaco For Ever    | 19.4.2025 | Chaco For Ever         | 1 - 2  | San Telmo              | 26.4.2025 |
| Central Norte (S) | 1 - 1  | Nueva Chicago          | 12.4.2025 | Gimnasia y Esgrima (J) | 1 - 0  | Almirante Brown   | 19.4.2025 | Estudiantes (BA)       | 0 - 1  | Deportivo Morón        | 26.4.2025 |
| Almirante Brown   | 1 - 1  | Gimnasia y Esgrima (M) | 13.4.2025 | Chacarita Juniors      | 3 - 2  | Colón             | 20.4.2025 | Almirante Brown        | 0 - 0  | Agropecuario           | 27.4.2025 |
| Deportivo Morón   | 3 - 0  | Talleres (RdE)         | 13.4.2025 | San Telmo              | 0 - 0  | Mitre (SdE)       | 20.4.2025 | Temperley              | 1 - 0  | Estudiantes (RC)       | 27.4.2025 |
| Chaco For Ever    | 2 - 1  | Gimnasia y Esgrima (J) | 13.4.2025 | Estudiantes (RC)       | 0 - 0  | Defensores Unidos | 20.4.2025 | Gimnasia y Esgrima (M) | 1 - 1  | Nueva Chicago          | 27.4.2025 |
| Temperley         | 0 - 3  | Chacarita Juniors      | 13.4.2025 | Talleres (RdE)         | 0 - 1  | Estudiantes (BA)  | 20.4.2025 | Mitre (SdE)            | 0 - 0  | Chacarita Juniors      | 27.4.2025 |
| Mitre (SdE)       | 3 - 0  | Agropecuario           | 13.4.2025 | Nueva Chicago          | 1 - 2  | Deportivo Morón   | 20.4.2025 | Central Norte (S)      | 1 - 2  | Gimnasia y Esgrima (J) | 27.4.2025 |
| Colón             | 0 - 1  | San Telmo              | 14.4.2025 | Defensores de Belgrano | 0 - 0  | Temperley         | 22.4.2025 | Colón                  | 0 - 1  | Defensores de Belgrano | 27.4.2025 |

| San Martín (T)         | 2 - 0  | Colegiales             | 2.5.2025 | Arsenal                | 0 - 0  | Gimnasia y Tiro (S)    | 9.5.2025  | Ferro Carril Oeste     | 1 - 1  | Almagro                | 16.5.2025 |
| Güemes (SdE)           | 2 - 0  | Atlanta                | 3.5.2025 | Almagro                | 1 - 0  | Los Andes              | 10.5.2025 | San Martín (T)         | 1 - 1  | Racing (C)             | 17.5.2025 |
| Almagro                | 1 - 0  | San Miguel             | 3.5.2025 | San Miguel             | 2 - 0  | Ferro Carril Oeste     | 10.5.2025 | Güemes (SdE)           | 0 - 0  | Quilmes                | 18.5.2025 |
| Los Andes              | 2 - 1  | Deportivo Madryn       | 3.5.2025 | Colegiales             | 1 - 0  | Tristán Suárez         | 10.5.2025 | Deportivo Madryn       | 2 - 1  | All Boys               | 18.5.2025 |
| Ferro Carril Oeste     | 1 - 0  | Quilmes                | 3.5.2025 | Quilmes                | 1 - 1  | Patronato              | 10.5.2025 | Deportivo Maipú        | 1 - 1  | Arsenal                | 18.5.2025 |
| Deportivo Maipú        | 3 - 0  | Alvarado               | 4.5.2025 | Atlanta                | 3 - 1  | San Martín (T)         | 11.5.2025 | Gimnasia y Tiro (S)    | 4 - 0  | Colegiales             | 18.5.2025 |
| Tristán Suárez         | 3 - 1  | Arsenal                | 4.5.2025 | Alvarado               | 0 - 2  | Deportivo Madryn       | 11.5.2025 | Tristán Suárez         | 0 - 0  | Atlanta                | 18.5.2025 |
| Patronato              | 3 - 2  | Racing (C)             | 4.5.2025 | Racing (C)             | 2 - 2  | Güemes (SdE)           | 11.5.2025 | Patronato              | 2 - 1  | San Miguel             | 19.5.2025 |
| Gimnasia y Tiro (S)    | 0 - 0  | All Boys               | 4.5.2025 | All Boys               | 0 - 0  | Deportivo Maipú        | 12.5.2025 | Los Andes              | 1 - 0  | Alvarado               | 5.6.2025  |
| Zona B                 | Zona B | Zona B                 | Zona B   | Zona B                 | Zona B | Zona B                 | Zona B    | Zona B                 | Zona B | Zona B                 | Zona B    |
| Locali                 | R      | Ospiti                 | Giorno   | Locali                 | R      | Ospiti                 | Giorno    | Locali                 | R      | Ospiti                 | Giorno    |
| San Telmo              | 0 - 1  | Almirante Brown        | 3.5.2025 | Gimnasia y Esgrima (J) | 2 - 1  | Nueva Chicago          | 10.5.2025 | Estudiantes (RC)       | 0 - 0  | Chaco For Ever         | 17.5.2025 |
| Deportivo Morón        | 4 - 0  | Defensores Unidos      | 3.5.2025 | Gimnasia y Esgrima (M) | 2 - 1  | Agropecuario           | 11.5.2025 | Chacarita Juniors      | 4 - 0  | Central Norte (S)      | 18.5.2025 |
| Chacarita Juniors      | 0 - 3  | Chaco For Ever         | 4.5.2025 | Almirante Brown        | 1 - 3  | Chacarita Juniors      | 11.5.2025 | Agropecuario           | 1 - 1  | Gimnasia y Esgrima (J) | 19.5.2025 |
| Talleres (RdE)         | 0 - 0  | Temperley              | 4.5.2025 | Defensores Unidos      | 1 - 1  | Estudiantes (BA)       | 11.5.2025 | Defensores de Belgrano | 1 - 1  | Almirante Brown        | 6.6.2025  |
| Estudiantes (RC)       | 2 - 1  | Colón                  | 4.5.2025 | Mitre (SdE)            | 0 - 0  | Estudiantes (RC)       | 11.5.2025 | Estudiantes (BA)       | 0 - 0  | Temperley              | 6.6.2025  |
| Gimnasia y Esgrima (J) | 2 - 0  | Gimnasia y Esgrima (M) | 4.5.2025 | Colón                  | 1 - 0  | Talleres (RdE)         | 11.5.2025 | Deportivo Morón        | 1 - 0  | Colón                  | 7.6.2025  |
| Nueva Chicago          | 2 - 1  | Estudiantes (BA)       | 5.5.2025 | Temperley              | 1 - 1  | Deportivo Morón        | 11.5.2025 | Talleres (RdE)         | 1 - 3  | Mitre (SdE)            | 7.6.2025  |
| Agropecuario           | 2 - 0  | Central Norte (S)      | 5.5.2025 | Chaco For Ever         | 1 - 0  | Defensores de Belgrano | 12.5.2025 | Nueva Chicago          | 1 - 0  | Defensores Unidos      | 8.6.2025  |
| Defensores de Belgrano | 1 - 0  | Mitre (SdE)            | 5.5.2025 | Central Norte (S)      | 1 - 2  | San Telmo              | 12.5.2025 | San Telmo              | 0 - 0  | Gimnasia y Esgrima (M) | 8.6.2025  |

| 16ª giornata           | 16ª giornata | 16ª giornata           | 16ª giornata |                        | 17ª giornata | 17ª giornata           | 17ª giornata | 17ª giornata |
| Zona A                 | Zona A       | Zona A                 | Zona A       | Zona A                 | Zona A       | Zona A                 | Zona A       |              |
| Locali                 | R            | Ospiti                 | Giorno       | Locali                 | R            | Ospiti                 | Giorno       |              |
| ---------------------- | ------------ | ---------------------- | ------------ | ---------------------- | ------------ | ---------------------- | ------------ | ------------ |
| Atlanta                | 1 - 0        | Gimnasia y Tiro (S)    | 24.5.2025    | Gimnasia y Tiro (S)    | 2 - 0        | Racing (C)             | 30.5.2025    |              |
| San Miguel             | 1 - 1        | Güemes (SdE)           | 24.5.2025    | Tristán Suárez         | 0 - 0        | Quilmes                | 31.5.2025    |              |
| Ferro Carril Oeste     | 2 - 0        | Los Andes              | 24.5.2025    | Güemes (SdE)           | 1 - 1        | Almagro                | 31.5.2025    |              |
| Arsenal                | 1 - 1        | Deportivo Madryn       | 25.5.2025    | Los Andes              | 1 - 1        | All Boys               | 31.5.2025    |              |
| Colegiales             | 0 - 1        | Deportivo Maipú        | 25.5.2025    | San Martín (T)         | 0 - 1        | San Miguel             | 31.5.2025    |              |
| Almagro                | 2 - 1        | Patronato              | 25.5.2025    | Alvarado               | 0 - 2        | Arsenal                | 1.6.2025     |              |
| All Boys               | 1 - 1        | Alvarado               | 25.5.2025    | Deportivo Madryn       | 3 - 1        | Colegiales             | 1.6.2025     |              |
| Racing (C)             | 1 - 1        | Tristán Suárez         | 25.5.2025    | Deportivo Maipú        | 0 - 1        | Atlanta                | 1.6.2025     |              |
| Quilmes                | 1 - 2        | San Martín (T)         | 26.5.2025    | Patronato              | 3 - 0        | Ferro Carril Oeste     | 1.6.2025     |              |
| Zona B                 | Zona B       | Zona B                 | Zona B       | Zona B                 | Zona B       | Zona B                 | Zona B       |              |
| Locali                 | R            | Ospiti                 | Giorno       | Locali                 | R            | Ospiti                 | Giorno       |              |
| Almirante Brown        | 0 - 2        | Estudiantes (RC)       | 23.5.2025    | Estudiantes (BA)       | 2 - 0        | Mitre (SdE)            | 31.5.2025    |              |
| Colón                  | 0 - 0        | Estudiantes (BA)       | 24.5.2025    | Deportivo Morón        | 2 - 1        | Chaco For Ever         | 31.5.2025    |              |
| Temperley              | 3 - 0        | Defensores Unidos      | 24.5.2025    | Estudiantes (RC)       | 1 - 0        | Central Norte (S)      | 31.5.2025    |              |
| Agropecuario           | 1 - 0        | Nueva Chicago          | 24.5.2025    | Chacarita Juniors      | 0 - 1        | Gimnasia y Esgrima (J) | 1.6.2025     |              |
| Chaco For Ever         | 1 - 0        | Talleres (RdE)         | 24.5.2025    | Defensores Unidos      | 0 - 1        | Colón                  | 1.6.2025     |              |
| Gimnasia y Esgrima (M) | 0 - 0        | Chacarita Juniors      | 25.5.2025    | Talleres (RdE)         | 1 - 2        | Almirante Brown        | 1.6.2025     |              |
| Gimnasia y Esgrima (J) | 1 - 1        | San Telmo              | 25.5.2025    | Defensores de Belgrano | 0 - 2        | Gimnasia y Esgrima (M) | 1.6.2025     |              |
| Mitre (SdE)            | 0 - 0        | Deportivo Morón        | 25.5.2025    | San Telmo              | 3 - 3        | Agropecuario           | 1.6.2025     |              |
| Central Norte (S)      | 2 - 1        | Defensores de Belgrano | 25.5.2025    | Nueva Chicago          | 0 - 1        | Temperley              | 2.6.2025     |              |

#### Girone di ritorno
| Gimnasia y Tiro (S)    | 2 - 1  | Quilmes                | 13.6.2025 | Racing (C)             | 2 - 3  | Deportivo Madryn       | 20.6.2025 | Tristán Suárez         | 1 - 1  | Ferro Carril Oeste     | 28.6.2025 |
| Tristán Suárez         | 0 - 0  | San Miguel             | 14.6.2025 | Almagro                | 0 - 1  | Tristán Suárez         | 21.6.2025 | Arsenal                | 0 - 2  | Colegiales             | 28.6.2025 |
| Deportivo Maipú        | 1 - 1  | Racing (C)             | 14.6.2025 | San Miguel             | 1 - 0  | Gimnasia y Tiro (S)    | 21.6.2025 | San Martín (T)         | 0 - 1  | Patronato              | 28.6.2025 |
| San Martín (T)         | 1 - 1  | Almagro                | 14.6.2025 | Quilmes                | 2 - 2  | Deportivo Maipú        | 21.6.2025 | All Boys               | 0 - 0  | Atlanta                | 29.6.2025 |
| Güemes (SdE)           | 1 - 1  | Ferro Carril Oeste     | 15.6.2025 | Colegiales             | 2 - 1  | All Boys               | 21.6.2025 | Alvarado               | 0 - 1  | Racing (C)             | 29.6.2025 |
| Deportivo Madryn       | 1 - 1  | Atlanta                | 15.6.2025 | Atlanta                | 0 - 2  | Alvarado               | 22.6.2025 | Deportivo Maipú        | 0 - 1  | San Miguel             | 29.6.2025 |
| Alvarado               | 1 - 0  | Colegiales             | 15.6.2025 | Los Andes              | 1 - 3  | Arsenal                | 22.6.2025 | Güemes (SdE)           | 2 - 1  | Los Andes              | 29.6.2025 |
| Patronato              | 0 - 0  | Los Andes              | 15.6.2025 | Ferro Carril Oeste     | 0 - 2  | San Martín (T)         | 22.6.2025 | Gimnasia y Tiro (S)    | 1 - 0  | Almagro                | 29.6.2025 |
| All Boys               | 2 - 1  | Arsenal                | 15.6.2025 | Patronato              | 1 - 1  | Güemes (SdE)           | 22.6.2025 | Deportivo Madryn       | 3 - 1  | Quilmes                | 30.7.2025 |
| Zona B                 | Zona B | Zona B                 | Zona B    | Zona B                 | Zona B | Zona B                 | Zona B    | Zona B                 | Zona B | Zona B                 | Zona B    |
| Locali                 | R      | Ospiti                 | Giorno    | Locali                 | R      | Ospiti                 | Giorno    | Locali                 | R      | Ospiti                 | Giorno    |
| Defensores de Belgrano | 0 - 1  | Gimnasia y Esgrima (J) | 14.6.2025 | Chaco For Ever         | 2 - 0  | Defensores Unidos      | 21.6.2025 | Chacarita Juniors      | 0 - 0  | Nueva Chicago          | 28.6.2025 |
| Chacarita Juniors      | 3 - 0  | Agropecuario           | 14.6.2025 | San Telmo              | 0 - 1  | Chacarita Juniors      | 22.6.2025 | Talleres (RdE)         | 0 - 1  | Gimnasia y Esgrima (J) | 28.6.2025 |
| Talleres (RdE)         | 0 - 1  | Central Norte (S)      | 14.6.2025 | Agropecuario           | 1 - 1  | Defensores de Belgrano | 22.6.2025 | Defensores Unidos      | 1 - 1  | Almirante Brown        | 28.6.2025 |
| Estudiantes (BA)       | 1 - 2  | Chaco For Ever         | 14.6.2025 | Gimnasia y Esgrima (M) | 1 - 1  | Talleres (RdE)         | 22.6.2025 | Temperley              | 2 - 2  | Chaco For Ever         | 28.6.2025 |
| Temperley              | 2 - 1  | Colón                  | 14.6.2025 | Almirante Brown        | 0 - 1  | Estudiantes (BA)       | 22.6.2025 | Estudiantes (BA)       | 0 - 1  | Central Norte (S)      | 29.6.2025 |
| Estudiantes (RC)       | 1 - 1  | Gimnasia y Esgrima (M) | 14.6.2025 | Gimnasia y Esgrima (J) | 2 - 2  | Estudiantes (RC)       | 22.6.2025 | Estudiantes (RC)       | 1 - 1  | Agropecuario           | 29.6.2025 |
| Deportivo Morón        | 2 - 0  | Almirante Brown        | 14.6.2025 | Mitre (SdE)            | 2 - 2  | Temperley              | 22.6.2025 | Colón                  | 0 - 1  | Mitre (SdE)            | 1.7.2025  |
| San Telmo              | 2 - 2  | Nueva Chicago          | 15.6.2025 | Central Norte (S)      | 0 - 0  | Deportivo Morón        | 22.6.2025 | Defensores de Belgrano | 1 - 2  | San Telmo              | 30.7.2025 |
| Defensores Unidos      | 0 - 2  | Mitre (SdE)            | 15.6.2025 | Nueva Chicago          | 1 - 0  | Colón                  | 23.6.2025 | Deportivo Morón        | -      | Gimnasia y Esgrima (M) | rinviata  |

| Los Andes              | 0 - 0  | Colegiales             | 5.7.2025 | Gimnasia y Tiro (S)    | 2 - 1  | Patronato              | 11.7.2025 | San Miguel             | 1 - 0  | All Boys            | 19.7.2025 |
| Almagro                | 0 - 1  | Deportivo Maipú        | 5.7.2025 | Tristán Suárez         | 0 - 0  | Güemes (SdE)           | 12.7.2025 | Almagro                | 0 - 0  | Alvarado            | 19.7.2025 |
| San Miguel             | 1 - 1  | Deportivo Madryn       | 5.7.2025 | Colegiales             | 2 - 0  | Atlanta                | 12.7.2025 | San Martín (T)         | 1 - 1  | Tristán Suárez      | 19.7.2025 |
| Ferro Carril Oeste     | 0 - 0  | Gimnasia y Tiro (S)    | 5.7.2025 | All Boys               | 0 - 0  | Quilmes                | 12.7.2025 | Quilmes                | 3 - 1  | Arsenal             | 19.7.2025 |
| Atlanta                | 4 - 0  | Arsenal                | 6.7.2025 | San Martín (T)         | 1 - 0  | Los Andes              | 12.7.2025 | Los Andes              | 3 - 0  | Atlanta             | 19.7.2025 |
| Patronato              | 2 - 0  | Tristán Suárez         | 6.7.2025 | Deportivo Madryn       | 2 - 1  | Almagro                | 13.7.2025 | Ferro Carril Oeste     | 1 - 1  | Deportivo Madryn    | 19.7.2025 |
| Racing (C)             | 0 - 0  | All Boys               | 6.7.2025 | Arsenal                | 2 - 1  | Racing (C)             | 13.7.2025 | Patronato              | 1 - 0  | Deportivo Maipú     | 20.7.2025 |
| Güemes (SdE)           | 2 - 1  | San Martín (T)         | 6.7.2025 | Alvarado               | 0 - 0  | San Miguel             | 13.7.2025 | Güemes (SdE)           | 1 - 1  | Gimnasia y Tiro (S) | 20.7.2025 |
| Quilmes                | -      | Alvarado               | Rinviata | Deportivo Maipú        | 2 - 1  | Ferro Carril Oeste     | 13.7.2025 | Racing (C)             | 2 - 1  | Colegiales          | 20.7.2025 |
| Zona B                 | Zona B | Zona B                 | Zona B   | Zona B                 | Zona B | Zona B                 | Zona B    | Zona B                 | Zona B | Zona B              | Zona B    |
| Locali                 | R      | Ospiti                 | Giorno   | Locali                 | R      | Ospiti                 | Giorno    | Locali                 | R      | Ospiti              | Giorno    |
| San Telmo              | 0 - 1  | Estudiantes (RC)       | 5.7.2025 | Talleres (RdE)         | 0 - 0  | San Telmo              | 12.7.2025 | San Telmo              | 1 - 2  | Deportivo Morón     | 19.7.2025 |
| Nueva Chicago          | 2 - 0  | Mitre (SdE)            | 6.7.2025 | Deportivo Morón        | 1 - 1  | Agropecuario           | 12.7.2025 | Chacarita Juniors      | 2 - 1  | Talleres (RdE)      | 20.7.2025 |
| Chacarita Juniors      | 0 - 2  | Defensores de Belgrano | 6.7.2025 | Temperley              | 1 - 0  | Central Norte (S)      | 12.7.2025 | Gimnasia y Esgrima (M) | 0 - 1  | Temperley           | 20.7.2025 |
| Gimnasia y Esgrima (M) | 1 - 0  | Estudiantes (BA)       | 6.7.2025 | Defensores Unidos      | 0 - 1  | Gimnasia y Esgrima (M) | 12.7.2025 | Almirante Brown        | 2 - 0  | Mitre (SdE)         | 20.7.2025 |
| Agropecuario           | 2 - 1  | Talleres (RdE)         | 6.7.2025 | Estudiantes (BA)       | 0 - 0  | Gimnasia y Esgrima (J) | 12.7.2025 | Gimnasia y Esgrima (J) | 1 - 1  | Defensores Unidos   | 20.7.2025 |
| Chaco For Ever         | 2 - 0  | Colón                  | 6.7.2025 | Defensores de Belgrano | 1 - 2  | Nueva Chicago          | 12.7.2025 | Defensores de Belgrano | 0 - 0  | Estudiantes (RC)    | 20.7.2025 |
| Gimnasia y Esgrima (J) | 0 - 0  | Deportivo Morón        | 6.7.2025 | Colón                  | 1 - 0  | Almirante Brown        | 13.7.2025 | Nueva Chicago          | 0 - 0  | Chaco For Ever      | 20.7.2025 |
| Central Norte (S)      | 3 - 0  | Defensores Unidos      | 6.7.2025 | Mitre (SdE)            | 1 - 0  | Chaco For Ever         | 13.7.2025 | Central Norte (S)      | 3 - 4  | Colón               | 20.7.2025 |
| Almirante Brown        | 0 - 0  | Temperley              | 6.7.2025 | Estudiantes (RC)       | 1 - 1  | Chacarita Juniors      | 13.7.2025 | Agropecuario           | 1 - 2  | Estudiantes (BA)    | 21.7.2025 |

| Colegiales          | 1 - 0  | Quilmes                | 25.7.2025 | San Miguel             | 2 - 1  | Colegiales          | 2.8.2025 | Deportivo Maipú     | 1 - 0  | Tristán Suárez         | 9.8.2025  |
| Gimnasia y Tiro (S) | 2 - 0  | San Martín (T)         | 25.7.2025 | Tristán Suárez         | 1 - 0  | Gimnasia y Tiro (S) | 2.8.2025 | Colegiales          | 2 - 0  | Almagro                | 9.8.2025  |
| Tristán Suárez      | 2 - 1  | Los Andes              | 26.7.2025 | Almagro                | 3 - 1  | Arsenal             | 2.8.2025 | Atlanta             | 1 - 1  | San Miguel             | 10.8.2025 |
| Deportivo Madryn    | 2 - 0  | Patronato              | 26.7.2025 | Los Andes              | 2 - 0  | Racing (C)          | 3.8.2028 | Alvarado            | 1 - 1  | Güemes (SdE)           | 10.8.2025 |
| All Boys            | 1 - 0  | Almagro                | 26.7.2025 | Patronato              | 1 - 0  | Alvarado            | 3.8.2028 | Deportivo Madryn    | 3 - 1  | San Martín (T)         | 10.8.2025 |
| Arsenal             | 5 - 2  | San Miguel             | 27.5.2025 | Güemes (SdE)           | 1 - 3  | Deportivo Madryn    | 3.8.2028 | Gimnasia y Tiro (S) | 0 - 0  | Los Andes              | 10.8.2025 |
| Alvarado            | 3 - 0  | Ferro Carril Oeste     | 27.5.2025 | Ferro Carril Oeste     | 0 - 0  | All Boys            | 3.8.2028 | Arsenal             | 2 - 0  | Ferro Carril Oeste     | 10.8.2025 |
| Deportivo Maipú     | 1 - 1  | Güemes (SdE)           | 27.5.2025 | Quilmes                | 2 - 1  | Atlanta             | 5.8.2025 | All Boys            | 1 - 0  | Patronato              | 11.8.2025 |
| Atlanta             | 2 - 0  | Racing (C)             | 28.7.2025 | San Martín (T)         |        | Deportivo Maipú     | rinviata | Racing (C)          | 2 - 0  | Quilmes                | 11.8.2025 |
| Zona B              | Zona B | Zona B                 | Zona B    | Zona B                 | Zona B | Zona B              | Zona B   | Zona B              | Zona B | Zona B                 | Zona B    |
| Locali              | R      | Ospiti                 | Giorno    | Locali                 | R      | Ospiti              | Giorno   | Locali              | R      | Ospiti                 | Giorno    |
| Talleres (RdE)      | 2 - 0  | Defensores de Belgrano | 26.7.2025 | Nueva Chicago          | 1 - 3  | Almirante Brown     | 3.8.2025 | Defensores Unidos   | 0 - 0  | Chacarita Juniors      | 9.8.2025  |
| Deportivo Morón     | 0 - 2  | Chacarita Juniors      | 26.7.2025 | Gimnasia y Esgrima (M) | 1 - 0  | Mitre (SdE)         | 3.8.2025 | Talleres (RdE)      | 2 - 1  | Nueva Chicago          | 9.8.2025  |
| Estudiantes (BA)    | 2 - 0  | San Telmo              | 26.7.2025 | Agropecuario           | 0 - 0  | Temperley           | 3.8.2025 | Deportivo Morón     | 2 - 1  | Estudiantes (RC)       | 9.8.2025  |
| Defensores Unidos   | 3 - 2  | Agropecuario           | 27.7.2025 | San Telmo              | 2 - 2  | Defensores Unidos   | 3.8.2025 | Temperley           | 0 - 0  | San Telmo              | 10.8.2025 |
| Temperley           | 1 - 0  | Gimnasia y Esgrima (J) | 27.7.2025 | Chacarita Juniors      | 0 - 3  | Estudiantes (BA)    | 3.8.2025 | Mitre (SdE)         | 1 - 1  | Gimnasia y Esgrima (J) | 10.8.2025 |
| Mitre (SdE)         | 0 - 2  | Central Norte (S)      | 27.7.2025 | Estudiantes (RC)       | 2 - 0  | Talleres (RdE)      | 3.8.2025 | Almirante Brown     | 0 - 0  | Central Norte (S)      | 10.8.2025 |
| Colón               | 0 - 2  | Gimnasia y Esgrima (M) | 27.7.2025 | Central Norte (S)      | 0 - 1  | Chaco For Ever      | 3.8.2025 | Colón               | 0 - 1  | Agropecuario           | 10.8.2025 |
| Estudiantes (RC)    | 0 - 1  | Nueva Chicago          | 27.7.2025 | Gimnasia y Esgrima (J) | 4 - 0  | Colón               | 3.8.2025 | Chaco For Ever      | 0 - 2  | Gimnasia y Esgrima (M) | 10.8.2025 |
| Chaco For Ever      | 2 - 1  | Almirante Brown        | 27.7.2025 | Defensores de Belgrano | 0 - 0  | Deportivo Morón     | 4.8.2025 | Estudiantes (BA)    | 2 - 0  | Defensores de Belgrano | 10.8.2025 |

| Ferro Carril Oeste     | 1 - 0  | Colegiales        | 15.8.2025 | Quilmes           |        | San Miguel             | 22.8.2025 |        |        |        |        |
| Gimnasia y Tiro (S)    | 1 - 0  | Deportivo Maipú   | 15.8.2025 | Arsenal           |        | Güemes (SdE)           | 23.8.2025 |        |        |        |        |
| Tristán Suárez         | 2 - 2  | Deportivo Madryn  | 16.8.2025 | Alvarado          |        | Tristán Suárez         | 23.8.2025 |        |        |        |        |
| Los Andes              | 1 - 0  | Quilmes           | 16.8.2025 | Atlanta           |        | Ferro Carril Oeste     | 23.8.2025 |        |        |        |        |
| San Miguel             | 1 - 0  | Racing (C)        | 17.8.2025 | Colegiales        |        | Patronato              | 24.8.2025 |        |        |        |        |
| Güemes (SdE)           | 1 - 2  | All Boys          | 17.8.2025 | Deportivo Maipú   |        | Los Andes              | 24.8.2025 |        |        |        |        |
| Patronato              | 1 - 0  | Arsenal           | 17.8.2025 | Deportivo Madryn  |        | Gimnasia y Tiro (S)    | 24.8.2025 |        |        |        |        |
| Almagro                | 0 - 0  | Atlanta           | 17.8.2025 | Racing (C)        |        | Almagro                | 24.8.2025 |        |        |        |        |
| San Martín (T)         | 0 - 0  | Alvarado          | 17.8.2025 | All Boys          |        | San Martín (T)         | 25.8.2025 |        |        |        |        |
| Zona B                 | Zona B | Zona B            | Zona B    | Zona B            | Zona B | Zona B                 | Zona B    | Zona B | Zona B | Zona B | Zona B |
| Locali                 | R      | Ospiti            | Giorno    | Locali            | R      | Ospiti                 | Giorno    | Locali | R      | Ospiti | Giorno |
| San Telmo              | 1 - 0  | Colón             | 16.8.2025 | Colón             |        | Chacarita Juniors      | 23.8.2025 |        |        |        |        |
| Chacarita Juniors      | 0 - 0  | Temperley         | 16.8.2025 | Estudiantes (BA)  |        | Talleres (RdE)         | 23.8.2025 |        |        |        |        |
| Talleres (RdE)         | 2 - 1  | Deportivo Morón   | 16.8.2025 | Deportivo Morón   |        | Nueva Chicago          | 23.8.2025 |        |        |        |        |
| Gimnasia y Esgrima (M) | 2 - 1  | Almirante Brown   | 16.8.2025 | Central Norte (S) |        | Gimnasia y Esgrima (M) | 23.8.2025 |        |        |        |        |
| Gimnasia y Esgrima (J) | 2 - 0  | Chaco For Ever    | 17.8.2025 | Almirante Brown   |        | Gimnasia y Esgrima (J) | 24.8.2025 |        |        |        |        |
| Estudiantes (RC)       | 1 - 0  | Estudiantes (BA)  | 17.8.2025 | Defensores Unidos |        | Estudiantes (RC)       | 24.8.2025 |        |        |        |        |
| Agropecuario           | 2 - 1  | Mitre (SdE)       | 18.8.2025 | Temperley         |        | Defensores de Belgrano | 24.8.2025 |        |        |        |        |
| Defensores de Belgrano | 3 - 1  | Defensores Unidos | 18.8.2025 | Mitre (SdE)       |        | San Telmo              | 24.8.2025 |        |        |        |        |
| Nueva Chicago          | 0 - 0  | Central Norte (S) | 18.8.2025 | Chaco For Ever    |        | Agropecuario           | 24.8.2025 |        |        |        |        |

## Statistiche
Dati aggiornati al 17 giugno 2025.

### Classifica marcatori
| Gol |  |  | Giocatore           | Squadra           |
| --- |  |  | ------------------- | ----------------- |
| 9   |  |  | Alejandro Gagliardi | Agropecuario      |
| 8   |  |  | Alan Bonansea       | Patronato         |
| 7   |  |  | Matías Romero       | Chaco For Ever    |
| 6   |  |  | Cristian Menéndez   | Gimnasia (J)      |
| 6   |  |  | Julián Marcioni     | Patronato         |
| 6   |  |  | Luciano Ferreyra    | Central Norte (S) |
| 6   |  |  | Mateo Acosta        | Estudiantes (BA)  |
| 6   |  |  | Pablo Chavarría     | Racing (C)        |